# Le Vieux Pécheur
Pour plus de détails, voir Fiche technique et Distribution.
Le Vieux Pécheur (titre original : Der alte Sünder) est un film autrichien réalisé par Franz Antel sorti en 1951.
Il s'agit de l'adaptation de la pièce de Martin Costa (de) qui participe au scénario avec le réalisateur.

## Synopsis
Ferdinand Bauer est veuf et père de Franzi, de Fanny et de Fritzi, étudiante en médecine. Il est le propriétaire du salon pour dames Bauer et est considéré dans la société comme un bon vivant et compréhensif pour les femmes. Sur les instructions de son ami Zirrhübel, il se rend tous les jours à des réceptions, est visible dans des bals et des fêtes, et accroît ainsi la réputation de la maison Bauer. Seules ses filles souffrent du père constamment absent, qui rentre généralement ivre le lendemain matin, mais peut toujours apaiser ses enfants avec de riches cadeaux en argent. La comptable Mizzi Hanak, qui aime secrètement Ferdinand, se tait également tant que les bouffonneries du patron sont bonnes pour les affaires. Ferdinand, quant à lui, aimerait partir en vacances, mais change d'avis lorsque la célèbre danseuse Yvonne Farini apparaît enfin comme cliente dans sa boutique après une longue cour.
Yvonne Farini demande à Ferdinand de lui tailler une robe de soirée et il est fasciné par la belle femme. La clientèle de célébrités fait monter en flèche les ventes du salon pour femmes. En même temps, le ménage à trois est un sujet de conversation dans la ville : non seulement Ferdinand courtise Yvonne, mais aussi le richissime Sandor Gyöngyoshazy. Les deux hommes offrent à la danseuse des cadeaux de plus en plus précieux et elle les laisse tous les deux s'agiter. Mizzi, à son tour, commence à avertir que les dépenses dépassent désormais les revenus du salon. Ferdinand se rend compte que les choses ne peuvent pas continuer ainsi et annule spontanément un rendez-vous avec Yvonne. Au lieu de cela, il se rend dans un café du Prater avec Mizzi, où Yvonne et Sandor apparaissent rapidement. Elle invite Ferdinand à un bal où elle portera sa nouvelle robe, Ferdinand oublie toutes ses résolutions. Mizzi veut démissionner le lendemain, car elle ne veut plus être responsable des dettes de Bauer. Ferdinand décide une rupture radicale : il cède le salon des dames en cadeau à ses filles.
Dans la période qui suit, le salon des dames se dégrade rapidement. Les filles de Ferdinand ne peuvent pas faire de commerce et se font retirer de l'argent de la caisse sans discernement. Les clients restent à l'écart, car ils ne sont plus conseillés par le charmant Ferdinand. Puisqu'il s'est également retiré des yeux du public, il n'y a pas de publicité pour l'entreprise. Bien que Zirrhübel essaie de suivre les traces du bon vivant de Ferdinand, il doit d'abord apprendre à danser avec difficulté et n'a pas non plus le charme de Ferdinand. Un jour, Yvonne se présente chez Ferdinand et l'invite à son nouveau programme. Il annule, mais se faufile secrètement hors de la maison le soir. À la porte du vestiaire d'Yvonne, il entend Yvonne flirter avec Sandor. Elle lui dit que Ferdinand ne représente aucun danger pour lui puisqu'il n'est que tailleur. Ferdinand rentre chez lui sobre et passe la nuit dans les livres de comptabilité. Ce n'est que maintenant qu'il se rend compte de la mauvaise gestion de ses filles et veut annuler le don le lendemain. Les filles refusent d'abandonner l'entreprise, puisque lui-même a montré qu'il est tout aussi incapable de diriger une entreprise, Ferdinand est dévasté. Une discussion plus approfondie devient vite superflue, car l'entreprise est de toute façon insolvable à la suite d'un krach boursier. La boutique sera mise aux enchères avec le mobilier. Inaperçu de Ferdinand, Mizzi achète une partie de l'équipement et ouvre une nouvelle boutique de mode non loin de l'ancien salon des dames Bauer. C'est Zirrhübel qui conduit Ferdinand dans sa nouvelle boutique, qui compte désormais parmi ses employés les filles Fritzi, Fanny et Franzi ainsi que le vieux tailleur Pschistranek. Ils ont déjà reçu leurs premières commandes et bientôt le premier client entrera dans la boutique et sera immédiatement sous le charme de Ferdinand. Peu de temps après, Ferdinand se fiance à Mizzi, tandis que Fritzi trouve un futur mari avec le riche brasseur Josef Brandner.

## Fiche technique
- Titre : Le Vieux Pécheur
- Titre original : Der alte Sünder
- Réalisation : Franz Antel
- Scénario : Franz Antel, Martin Costa (de)
- Musique : Hans Lang
- Direction artistique : Felix Smetana
- Costumes : Gerdago
- Photographie : Hans Heinz Theyer
- Montage : Leopoldine Pokorny
- Production : Carl Hofer
- Société de production : Schönbrunn-Film
- Société de distribution : International Film
- Pays d'origine :  Autriche
- Langue : allemand
- Format : Noir et blanc - 1,37:1 - Mono - 35 mm
- Genre : Comédie
- Durée : 102 minutes
- Dates de sortie :
  -  Autriche : 9 mars 1951.
  -  Allemagne : 13 mars 1951.
  -  France : 6 février 1952[1].

## Distribution
- Paul Hörbiger : Ferdinand Bauer
- Susi Nicoletti : Yvonne Farini
- Maria Andergast : Mizzi Hanak
- Rudolf Carl : Zirrhübel
- Fritz Imhoff : Sandor Gyöngyoshazy
- Inge Konradi (de) : Fritzi
- Johanna Matz : Fanny
- Thea Weis (de) : Franzi
- Ernst Waldbrunn : Pschistranek
- Franz Behrens : Josef Brandner

## Production
Le Vieux pécheur est basé sur la pièce du même nom de Martin Costa. C'est la première pièce avec laquelle Paul Hörbiger vient en Allemagne pour une tournée depuis la fin de la Seconde Guerre mondiale ; comme dans le film, il tient le rôle de Ferdinand.
Le film est produit dans les studios de Sievering, les prises de vue en extérieur sont prises à Vienne et dans les environs.
Paul Hörbiger chante la chanson Ja da kann man nichts machen, was liegt schon dran en duo avec Maria Andergast et Der alte Sünder.